# Коза (річка)
Коза (Голом'янка) — річка в Україні, у Погребищенському районі Вінницької області. Права притока Росі (басейн Дніпра).

## Опис
Довжина річки 18 км. Формується з багатьох безіменних струмків та водойм. Площа басейну 124 км².

## Розташування
Бере початок на північній околиці Адамівки. Тече переважно на північний схід через Розкопане і у Дзюнькові впадає у річку Рось, праву притоку Дніпра за 301 км від її гирла.

## Притоки
- Річка без назви - права притока. Бере  початок на південному сході від Барвінкового. Тече переважно на північний захід і впадає у Козу у с. Розкопане за 8 км. від її гирла. Довжина річки 5 км., площа басейну - 16,2 км².

- Річка без назви (урочище Павлівський Ліс) - ліва притока. Бере початок у Павлівському лісі. Тече переважно на південний схід через Павлівку і впадає у Козу в селі Дзюньків за 0,3 км. від її гирла. Довжина річки 11 км. Площа басейну 30,8 км². У річку впадає кілька струмків, споруджено ставки.